# Nuthetal

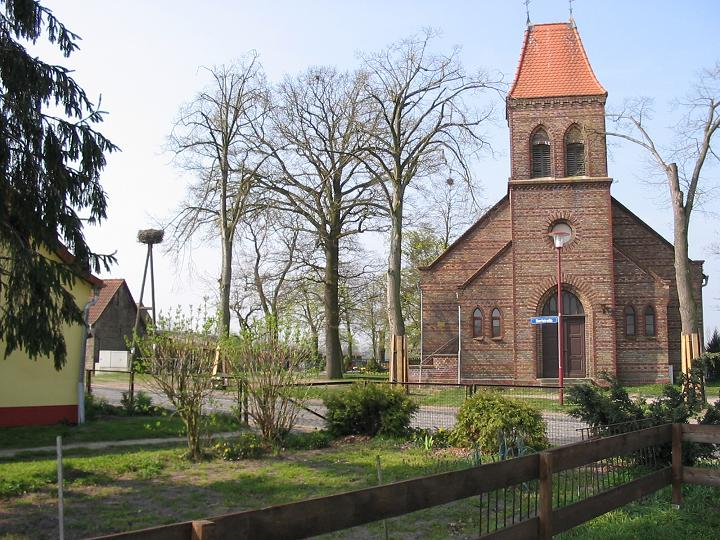
Church in the village of Fahlhorst and nest of stork

Nuthetal là một đô thị thuộc huyện Potsdam-Mittelmark, bang Brandenburg, Đức.